# Дипілідіоз
Дипілідіо́з (лат. Dipylidiasis, також англ. Dog tapeworm infection; Dipylidium caninum infectious disease) — зоонозний біогельмінтоз, який спричинює ціп'як собачий (огірковий або гарбузоподібний) — Dipylidium caninum.

## Актуальність
В облігатних хазяїв (собак і котячих) дипілідіоз знаходять у всіх географічних зонах. Серед людей повсюдно в світі реєструють спорадичні випадки, зокрема цю інвазію також зрідка виявляють у людей в Україні.

## Етіологія

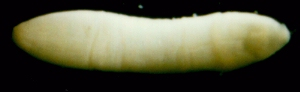
Зріла проглотида Dipylidium caninum.

### Будова і життєвий цикл
Нижні зрілі сегменти тіла Dipylidium caninum (проглотиди) мають форму огіркового насіння або пляшкоподібних сортів гарбуза, звідти й відповідні додаткові назви цього гельмінта. Кінцеві дозрілі проглотиди зайняті повністю маткою, яка відкривається в обидва боки (звідти родова назва цього ціп'яка — лат. Di та лат. pylidium, що означає два проходи) та заповнена значною кількістю овальних капсул, у кожній з яких міститься від 3 до 30 яєць з онкосферами (зародками). Завдяки червонуватому відтінку оболонок яєць, зрілі проглотиди мають характерний рожевий відтінок. Ці проглотиді здатні самостійно рухатися і активно виходити у зовнішнє середовище, де вони руйнуються і вивільняють капсули, заповнені яйцями. Вкрай рідко проглотиди можуть зруйнуватися у кишках і капсули звільняють вже там. Капсули накопичуються в періанальних складках, потім потрапляють у зовнішнє середовище — у підстилку для тварин, на їх шерсть, в щілини підлоги. Після проковтування яйця в проміжному господарі, блохах Ctenocephalides SPP., волосоїдах Ischnocera з неї звільняється онкосфера, яка проникає в стінку кишечника, потім у порожнини тіла комахи, і розвивається в цистицеркоїдну личинку. Кінцевий хазяїн з хребетних заражається при проковтуванні дорослих бліх, що містить цистицеркоїд. У тонкому кишечнику кінцевого хазяїна цистицеркоїд перетворюється на дорослого стрічкового гельмінта, який досягає зрілості приблизно через 1 місяць після зараження. Дорослі особини розміром до 60 см в довжину і 3 мм завширшки живуть в тонкому кишечнику хазяїна, де кожен з них прикріпляється за допомогою сколекса (голівки).

### Особливості проглотидDipylidium caninum
На відміну від бичачого ціп'яка, проглотиди якого також здатні до самостійного пересування за межами організму хазяїна у зовнішньому середовищі, проглотиди собачого ціп'яка маленькі (1,2х0,3 см), мають характерне рожеве забарвлення, форму огіркового насіння чи декоративного гарбуза, нездатні на тривалий рух. При тривалому перебуванні на повітрі рожеве забарвлення проглотиди тьмяніє.
Детальніші відомості з цієї теми ви можете знайти в статті Ціп'як собачий.

## Епідеміологічні особливості

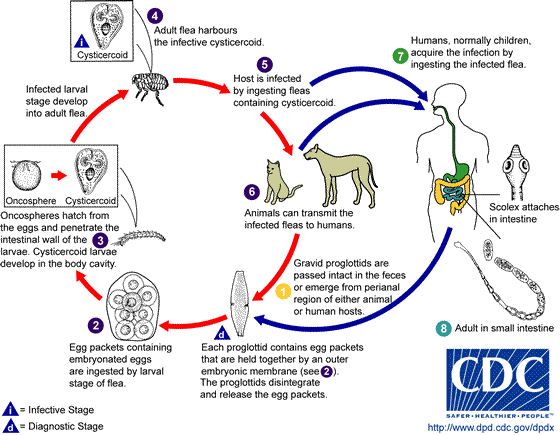
Життєвий цикл Dipylidium caninum.

Життєвий цикл собачого ціп'яка пов'язаний зі зміною двох хазяїв. Остаточними хазяями є хижі м'ясоїдні тварини: собака, кішка, лисиці, вовк, шакал, песець, єнот тощо. Собака є основним хазяїном Dipylidium caninum. Проміжними хазяями є численні ектопаразити остаточних хазяїв: блохи, волосоїди тощо. Люди (переважно діти) рідко заражаються при випадковому заковтуванні інвазованих волосоїдів та бліх собак і кішок, може стати при цьому факультативним хазяїном. Зараження їх відбувається при тісному контакті з інфікованими домашніми тваринами. Люди, що не мають безпосереднього контакту з тваринами, практично не хворіють, тому що яйця цього гельмінта дуже нестійкі у зовнішньому середовищі.

## Патогенез
Провідним патогенетичним чинником є механічне пошкодження слизової оболонки тонкої кишки проглотидами і статевозрілими гельмінтами. Дорослі ціп'яки пошкоджують слизову оболонку своїми присосками й гачками в місцях прикріплення. Має значення сенсибілізація макроорганізму антигенами гельмінтів, розвиток дисбіозу кишечника і дефіциту вітамінів.

## Клінічні прояви
Часто дипілідіоз у людей має безсимптомний перебіг. При інтенсивній інвазії спостерігають неспецифічні порушення роботи травної системи. Під час активного виповзання проглотид, що може відбуватися в будь-який час доби, хворі скаржаться на свербіж в періанальній ділянці, дратівливість.

## Діагностика

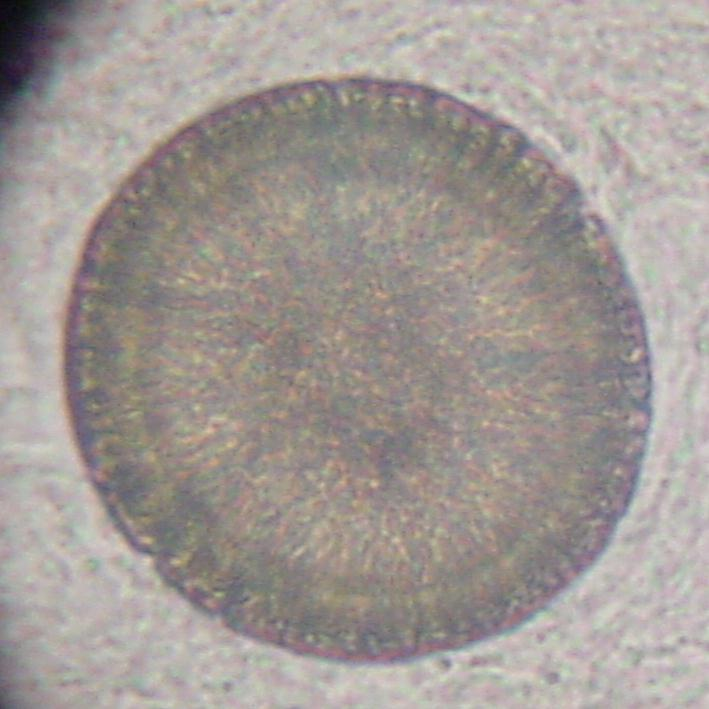
Яйце Dipylidium caninum.

Заснована на виявленні у свіжих фекаліях проглотид собачого ціп'яка, капсул і яєць цього гельмінта.

## Лікування
Проводять одноразово. Для дегельмінтизації застосовують празиквантел або альбендазол, як й при інших цестодозах. проводиться і супутня терапія (травні ферменти, вітаміни, пробіотики тощо).

## Перебіг інвазії у тварин
Зазвичай безсимптомний. Іноді у тварин спостерігають підвищений апетит. Часто собаки через періанальний свербіж внаслідок виповзання проглотид Dipylidium caninum змушені облизувати анальну зону, тертися нею об тверду поверхню. Часто це відбувається зненацька, коли собака різко припиняє свій біг.